# Віляйки
Віля́йки (рос. Виляйки) — село складі Наровчатського району Пензенської області, Росія.
Населення — 462 особи (2010; 563 у 2002).
Національний склад станом на 2002 рік:
- росіяни — 99 %